# 렌포쇼트
렌포쇼트(Renforshort, 2002년 5월 7일 ~ )는 캐나다의 싱어송라이터이다.

## 음반 목록

### EP
- Teenage Angst (2020)
- Off Saint Dominique (2021)